# 高兆明
高兆明（1954年11月—2020年2月15日），男，江苏盐城人，中国伦理学家，南京师范大学特聘教授。

## 生平
1954年11月生于江苏盐城。青年时进过工厂、插过队。1980年毕业于南通医学院医疗系。1985年9月至1988年4月在南京工学院哲学与科学系攻读科学伦理学专业的硕士研究生，获哲学硕士学位。1981年至1991年在中共盐城市委党校担任讲师。1991年至1994年在中国矿业大学担任副教授。1994年至2002年在东南大学任教。1997年9月至1999年5月在中国人民大学哲学系攻读伦理学专业博士研究生，获哲学博士学位。1996年晋升教授，2000年获评博士生导师。2002年成为南京师范大学特聘教授。曾任南京师范大学应用伦理学研究所所长，南京师范大学道德教育研究所专职研究员。
2020年2月15日凌晨1时逝世，享年65岁。

## 著作
- 高兆明. . 复旦大学出版社. 1989年12月. ISBN 7309004485.
- 高兆明. . 河海大学出版社. 1993年4月. ISBN 7563005633.
- 高兆明. . 中国矿业大学出版社. 1994年9月. ISBN 7810402587.
- 高兆明. . 江苏人民出版社. 2000年6月. ISBN 7214026791.
- 高兆明. . 人生观书系. 中国青年出版社. 2001年5月. ISBN 9787500642411.
- 高兆明. . 上海文艺出版社. 2001年7月. ISBN 7532122344.
- 高兆明. . 当代伦理学文库. 南京师范大学出版社. 2004年11月. ISBN 7811011336.
- 高兆明; 孙慕义. . 南京师范大学出版社. 2004年12月. ISBN 7811011352.
- 高兆明. . 人民出版社. 2005年3月. ISBN 7010047200.
- 高兆明; 李萍. . 南京师范大学出版社. 2007年11月. ISBN 9787010064536.
- 高兆明. . 西方伦理学名著讲解丛书. 商务印书馆. 2010年8月. ISBN 9787100068468.
- 高兆明. . 荣辱文丛. 人民出版社. 2009年1月. ISBN 9787010089836.
- 高兆明. . 商务印书馆. 2011年10月. ISBN 9787100076401.
- 高兆明. . 商务印书馆. 2013年12月. ISBN 9787100089982.
- 高兆明. . 人民出版社. 2014年9月. ISBN 9787010135786.
- 高兆明. . 中华当代学术著作辑要. 商务印书馆. 2016年6月. ISBN 9787100110662.